# 야스오카촌
야스오카촌(일본어: 泰阜村)은 일본 나가노현 시모이나군 남부에 있는 촌이다.

## 지리
북부에 덴류강이 흐르고 강을 따라서 이다선이 달린다.

## 역사
- 1875년 1월 23일 - 많은 소촌들이 합병해 야스오카촌이 되었다.
- 1876년 8월 21일 - 지쿠마현이 폐지되어 나가노현에 편입되었다.

## 인구
| 연도 | 인구  | ±%     |
| ---- | ----- | ------ |
| 1940 | 3,964 | —      |
| 1950 | 4,620 | +16.5% |
| 1960 | 4,139 | −10.4% |
| 1970 | 3,189 | −23.0% |
| 1980 | 2,613 | −18.1% |
| 1990 | 2,386 | −8.7%  |
| 2000 | 2,237 | −6.2%  |
| 2010 | 1,911 | −14.6% |

## 교통

### 철도
- 도카이 여객철도 이다선